# Hugo von Habermann
Hugo Joseph Anton Freiherr von Habermann (n. el 14 de junio de 1849 en Dilinga; † 27 de febrero de 1929 en Múnich, también Hugo von Habermann d. Ä, para conseguirlo de su sobrino epónimo y pintor Hugo von Habermann d. J., 1899–1981) fue un pintor y dibujante alemán. Fue particularmente conocido por sus obras figurativas y como retratista.

## Vida
Hijo del capitán de caballería Philipp Freiherr von Habermann y su esposa Pauline, condesa Leutrum von Ertingen nació en Dilinga, ciudad a orillas del Danubio. En 1858 se trasladó a Múnich con su familia y asistió al Ludwigsgymnasium. En 1862 se convirtió en alumno de la escuela primaria más prestigiosa de la ciudad, el Wilhelmsgymnasium, y tomó lecciones de dibujo y pintura. Inició sus estudios de derecho en 1868, pero con poco entusiasmo. Su interés radicaba en la pintura.

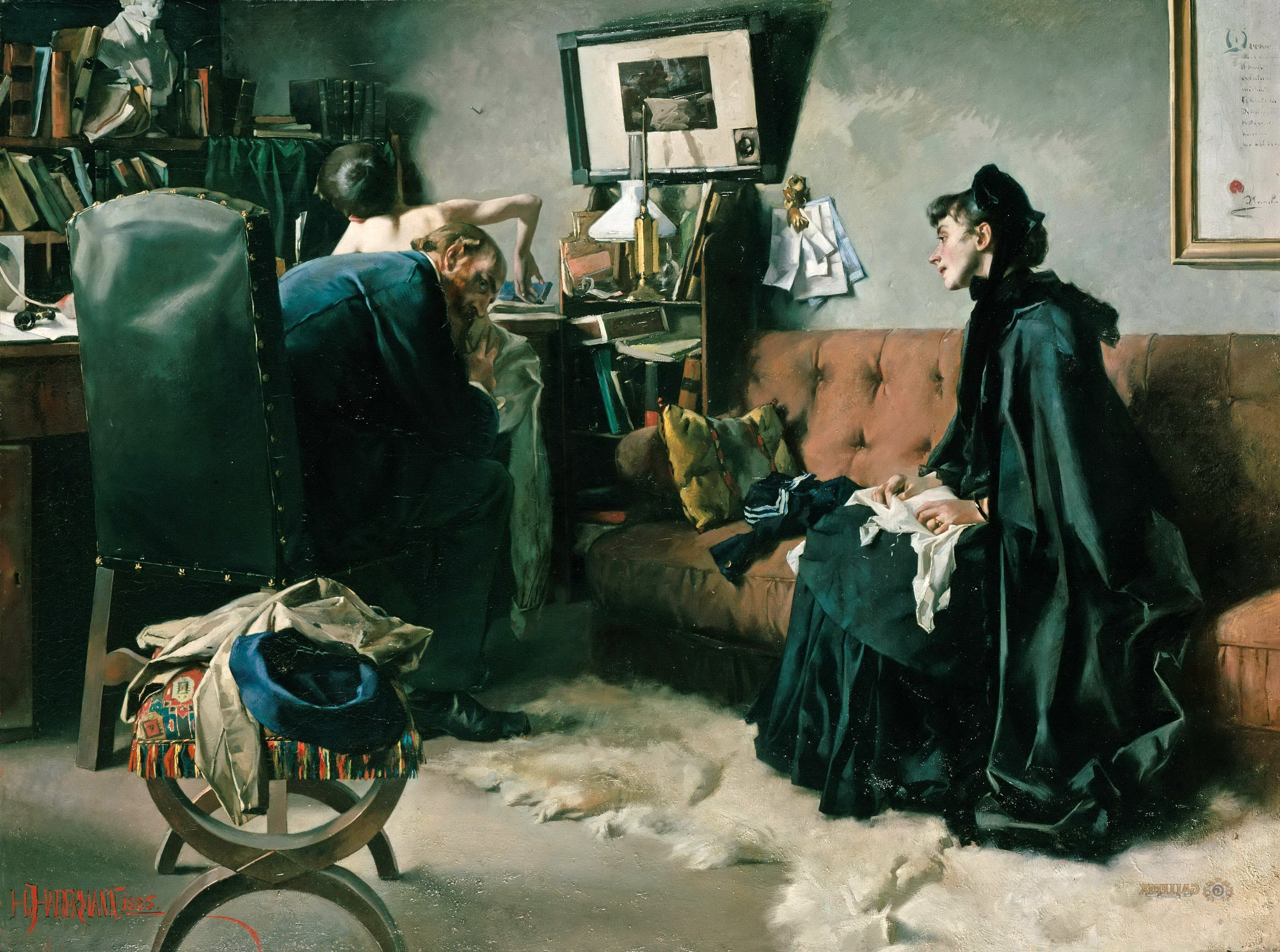
Consulta (Un niño problemático), 1886

Hugo von Habermann escribió sobre su infancia:
“Incluso de niño dibujaba mucho, en todos los libros de texto. Siempre me han atraído los fenómenos que me rodean. Siempre me ha gustado tumbarme en el campo, en rincones escondidos que a nadie le gustan, soñando y viendo cuadros."
En 1870 fue oficial en la guerra franco-prusiana en Francia. En el mismo año pintó su primera pintura "Gleaning Ruth and Booz" . En 1871 en Ingolstadt se encargó de supervisar a los artistas que pintaban a los prisioneros de guerra y probablemente fue allí donde decidió abandonar sus estudios de derecho y convertirse en pintor.
Cuando regresó a Múnich, tomó lecciones de Herrmann Schneider y fue admitido en la Academia de Bellas Artes el 30 de noviembre de 1871. En 1874 se convirtió en alumno de la clase magistral del director de la Academia, el pintor de historia Karl Theodor von Piloty. En 1878 se unió a la asociación de artistas de Múnich y expuso sus pinturas por primera vez. Terminó sus estudios en 1879 y se mudó a un estudio en las inmediaciones del pintor Bruno Piglhein en la Findlingstrasse, 28.
En 1880 abrió una escuela de pintura privada con Bruno Piglhein y Fritz von Uhde. Esta tuvo que ser cerrada debido a la falta de estudiantes. En el mismo año se unió a la asociación de artistas Allotria. En una exposición con el cuadro "Un niño problemático", la escena artística se percató de él. Por este cuadro recibió una medalla de oro en el Palacio de Cristal.

En la Exposición Internacional de Arte de Múnich de 1897 recibió el título de profesor de manos de Luitpold von Bayern en reconocimiento al retrato "Salomé". 

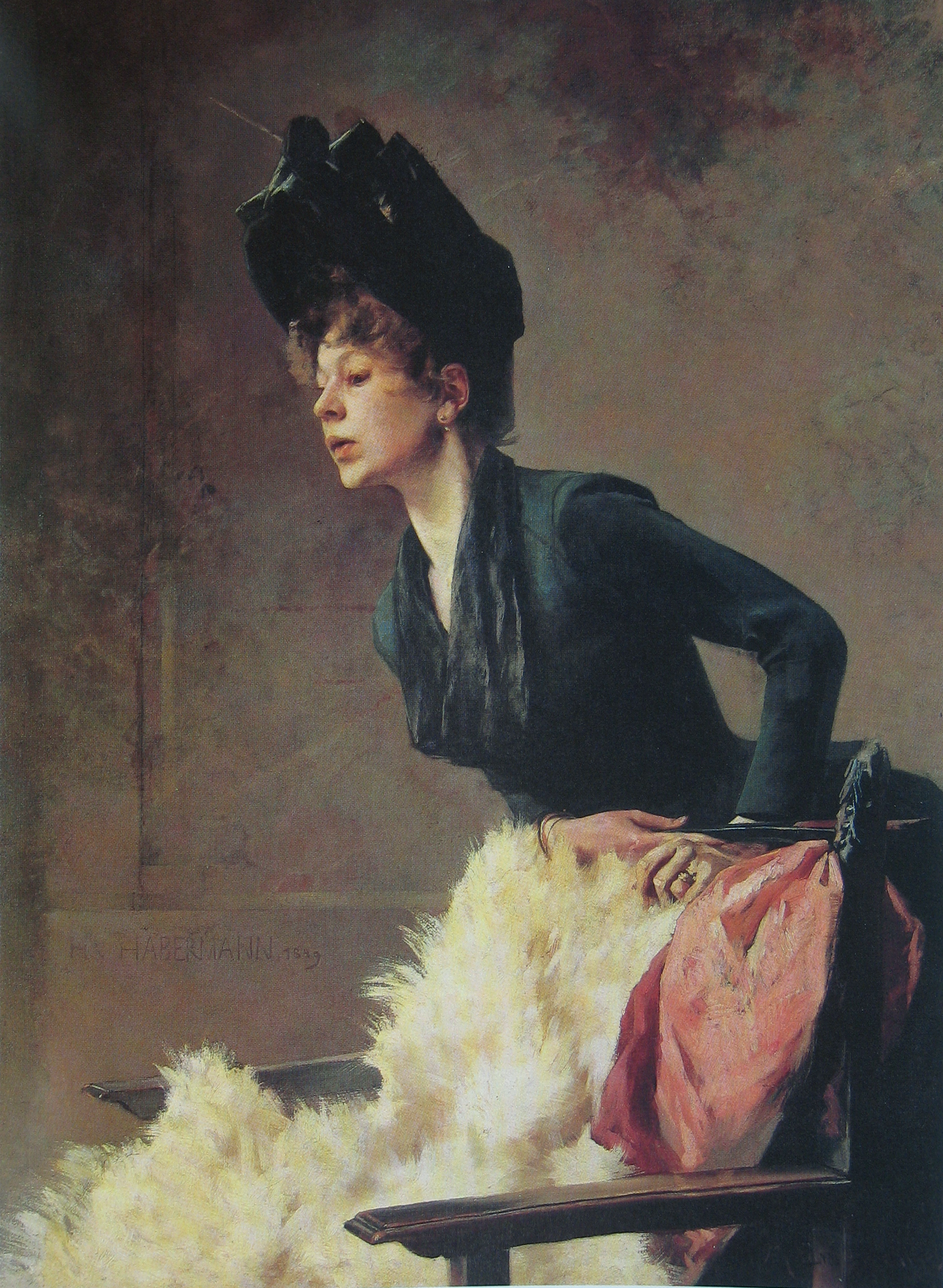
Retrato de una joven, hacia 1889

En 1928 Habermann se retiró a su estudio. Enfermó y rara vez salía de casa.
Hugo von Habermann fue miembro de la junta directiva de la Deutscher Künstlerbund.

## Alumnos
- Albert Aereboe
- Karl Gatermann der Ältere
- Hugo von Habermann d. J.
- Leo Sebastian Humer
- Erich Klahn
- Franzjosef Klemm
- Franz Klemmer
- Hugo Kunz
- André Lambert
- Horst de Marées
- Armin Reumann
- Josip Račić
- Karl Sager
- Julius Wolfgang Schülein
- Josef Wittmann
- Hans Fuglsang

## Obra
- Espigando a Rut y Booz, 1870
- Judit y Holofernes, 1873
- Discurso fúnebre de Marco Antonio, 1873
- Concejal, 1874
- Chica en el campo, 1880
- Un niño problemático, 1886
- Amanecer en la habitación del enfermo, 1887
- Salomé, 1897
- Eugenia Knorr, 1897
- Olga Hess, 1897
- Ménade, c.1900

## Galería

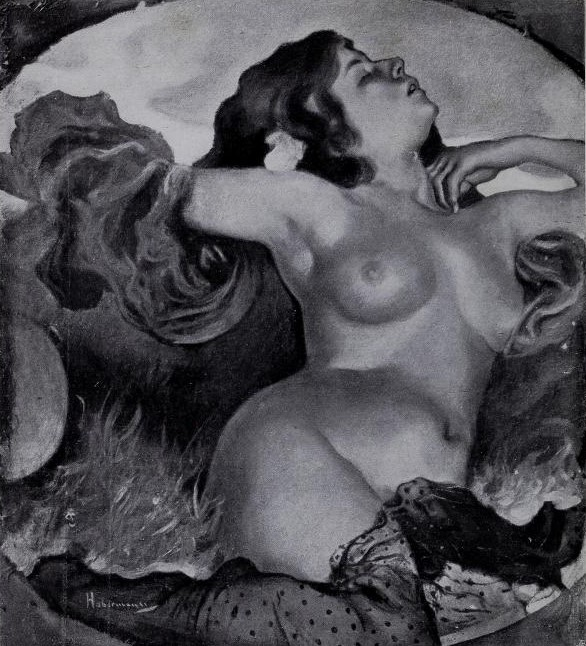
Hugo von Habermann - Ruhende Mänade
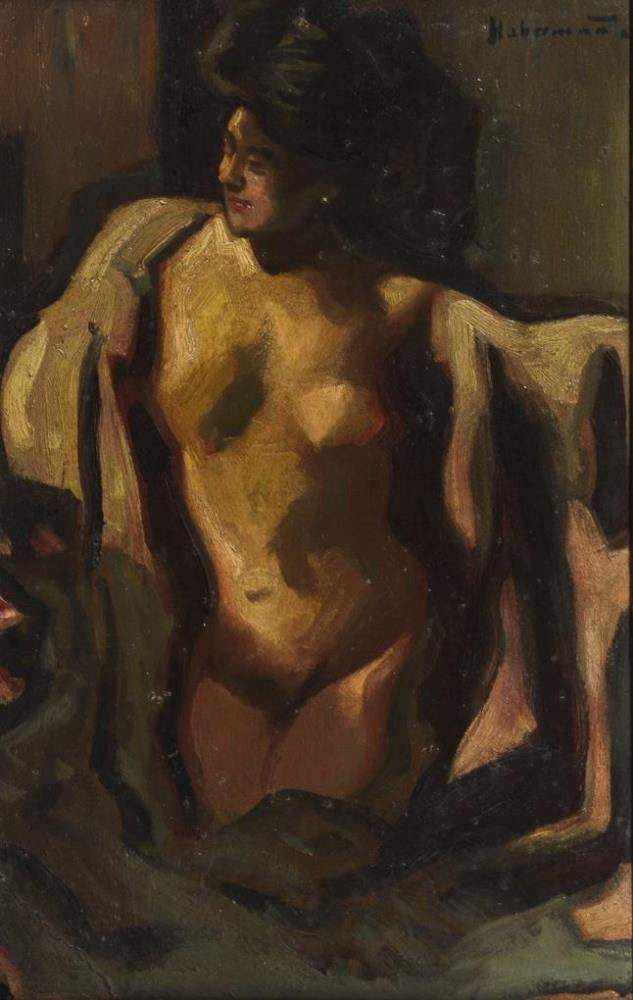
Hugo von Habermann Frauenakt
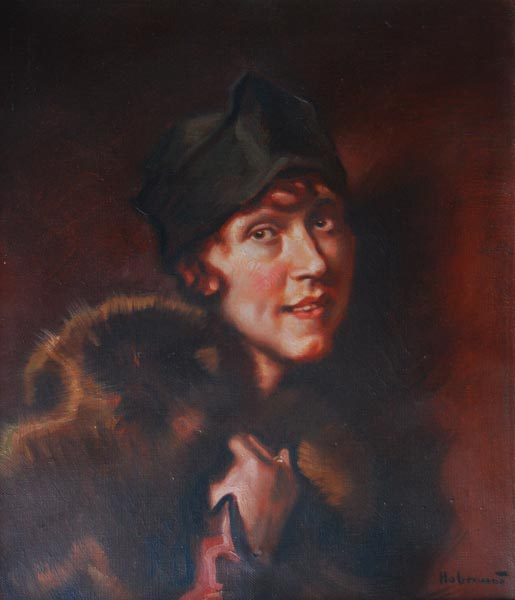
Hugo-von-habermann - Portret-kobiety-w-etoli
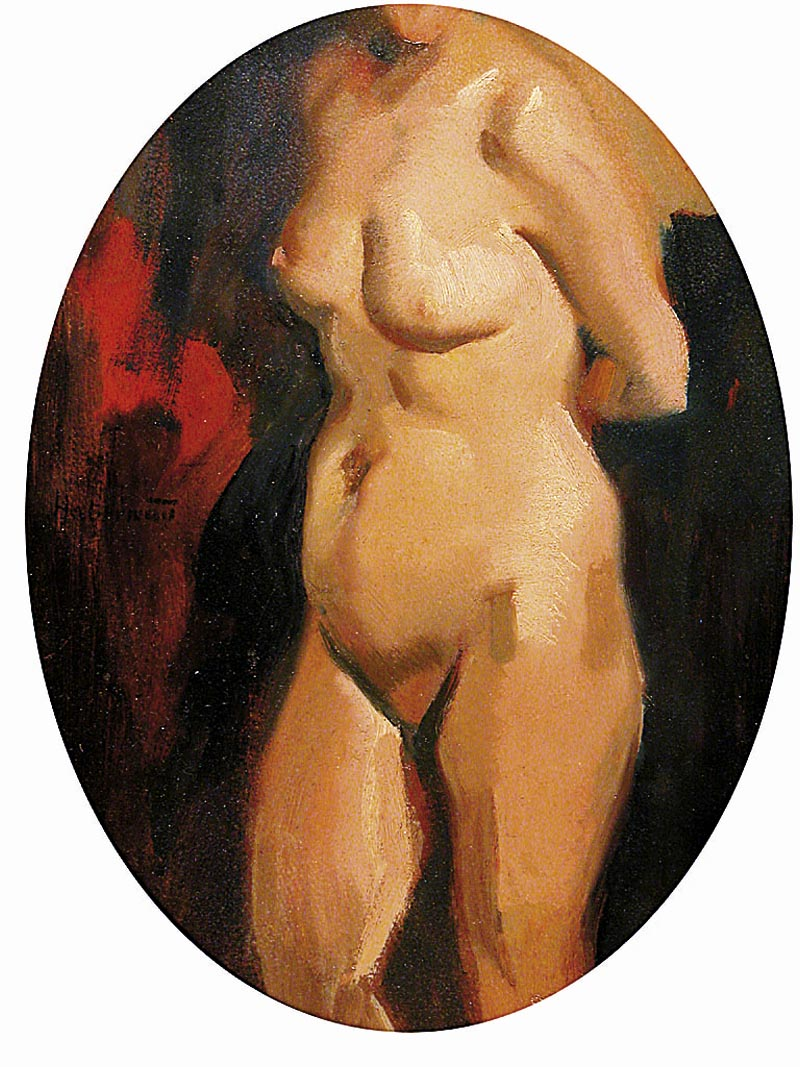
Hugo von Habermann Torso
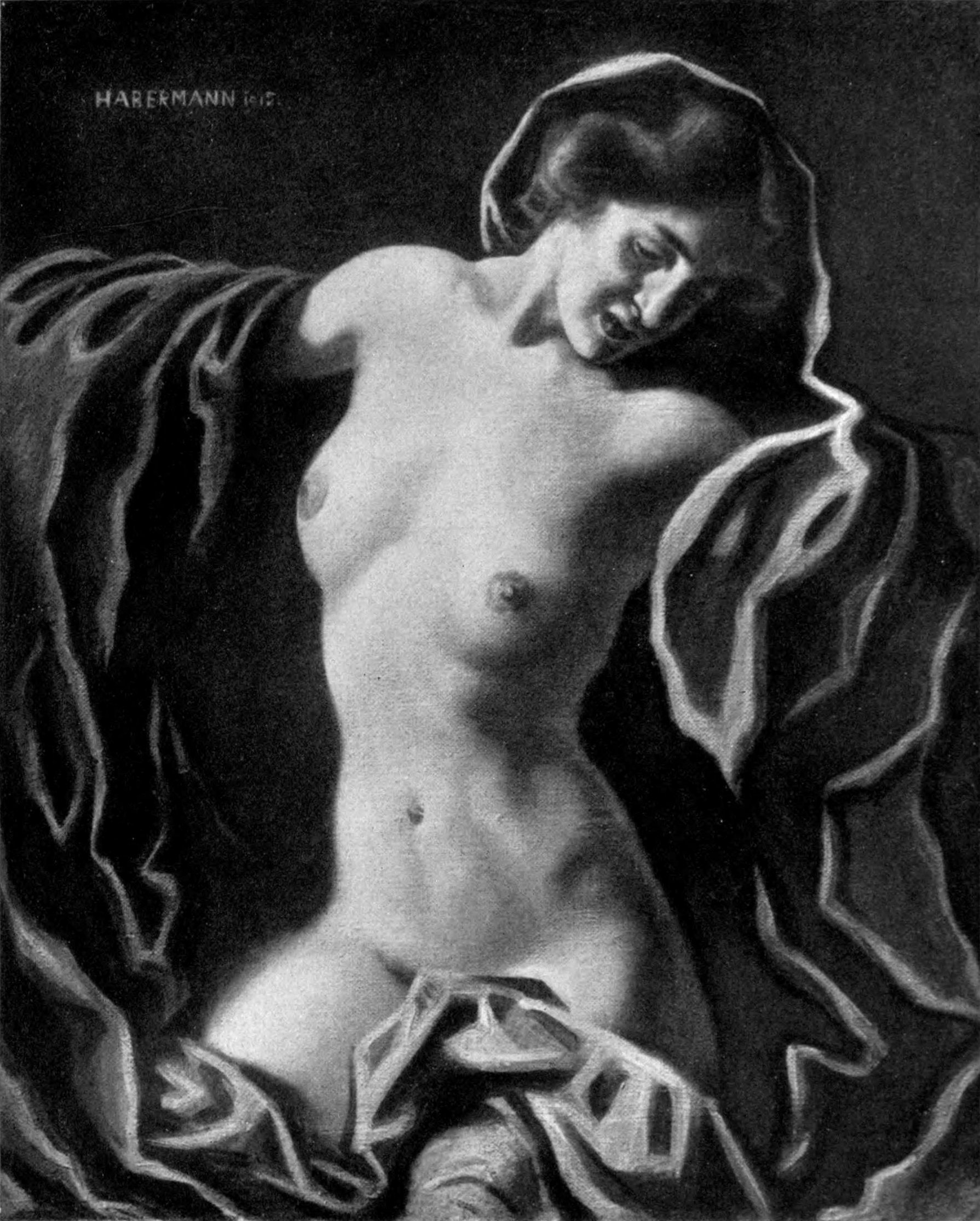
Hugo von Habermann - Halbakt mit rotem mantel
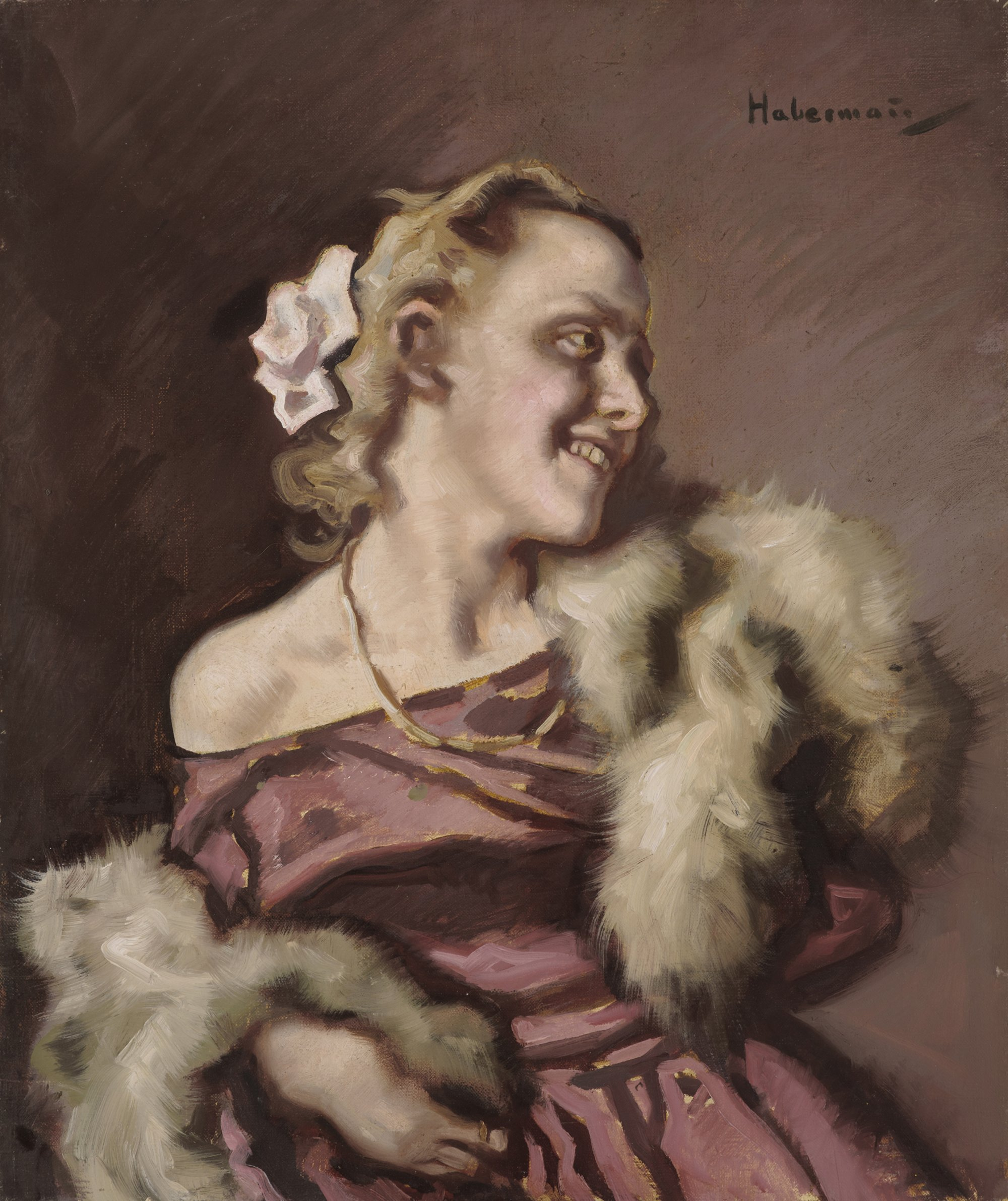
Hugo von Habermann - Frauenbildnis
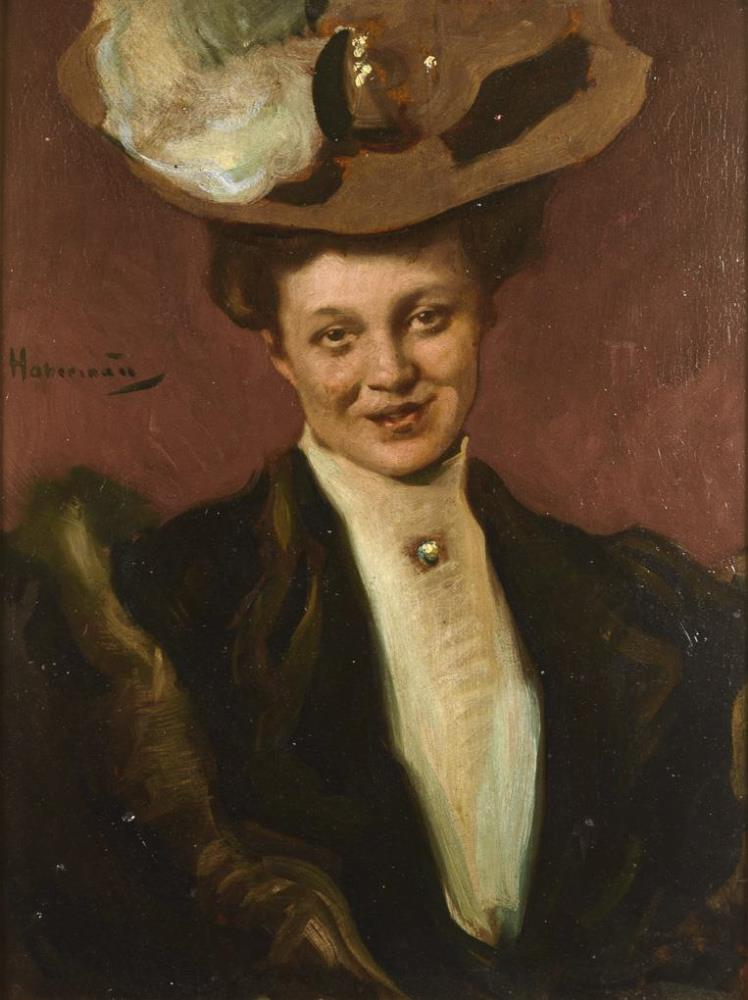
Hugo von Habermann Damenporträt
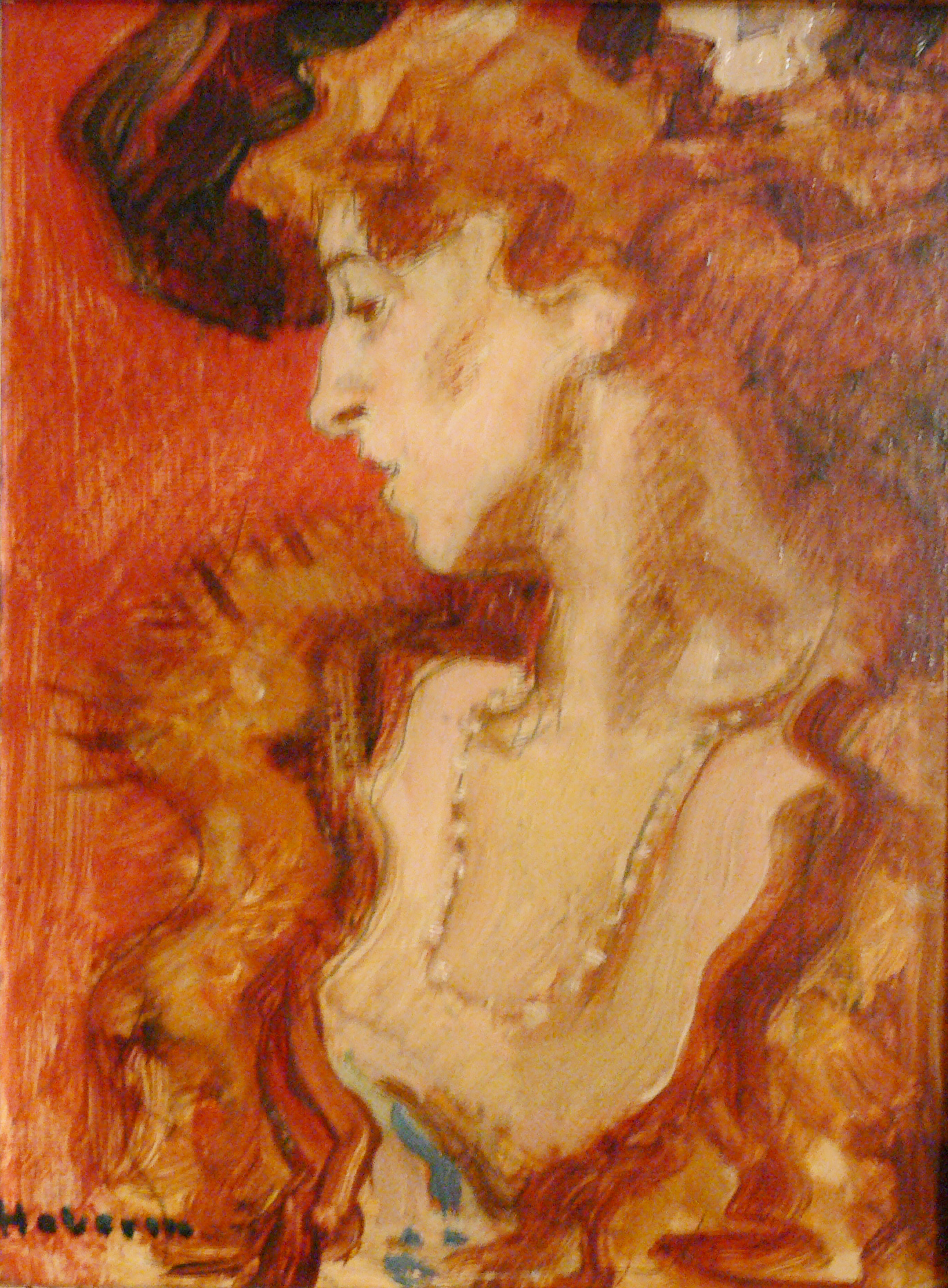
Hugo von Habermann Rote Dame
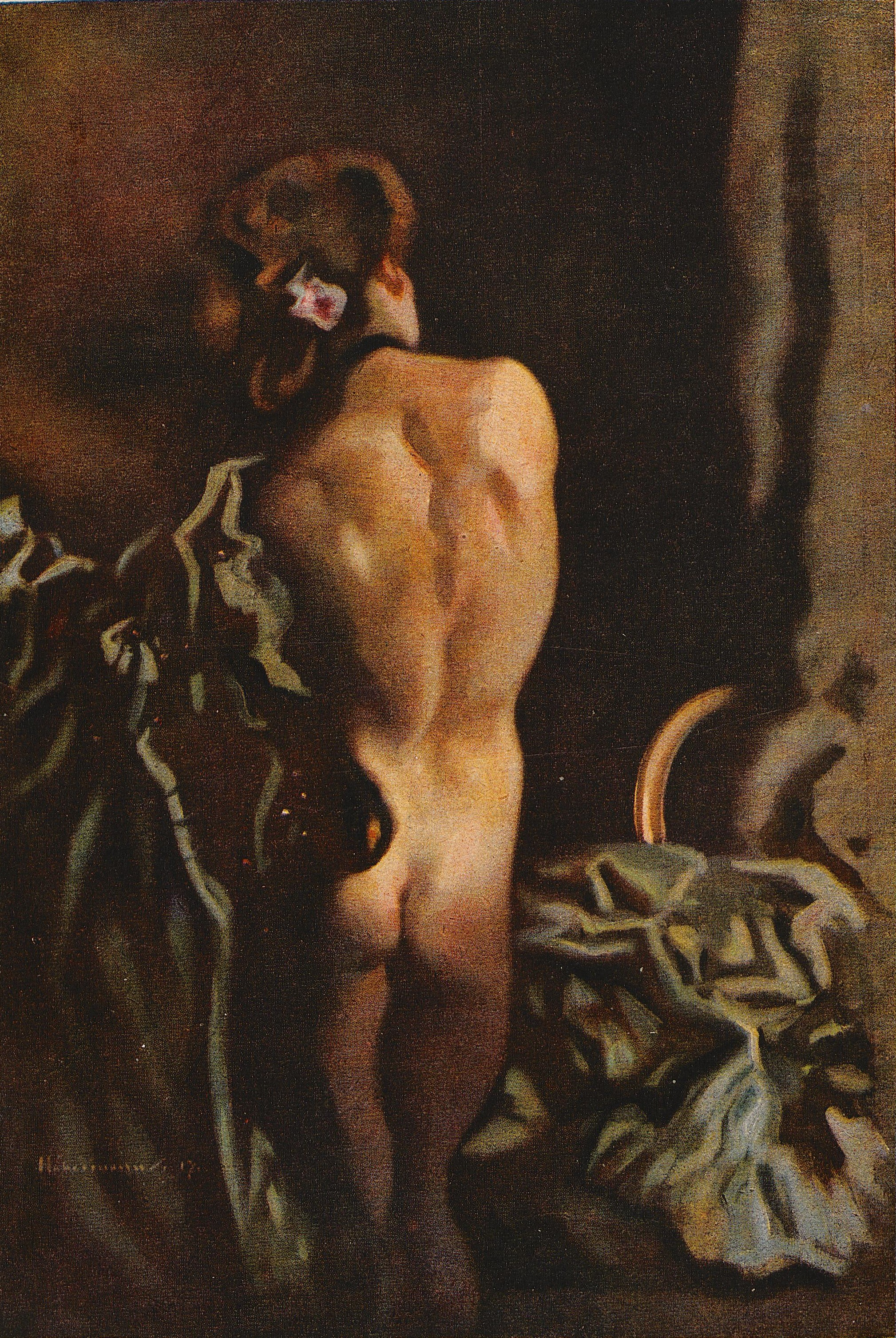
Hugo von Habermann - Rücken-Akt, 1917
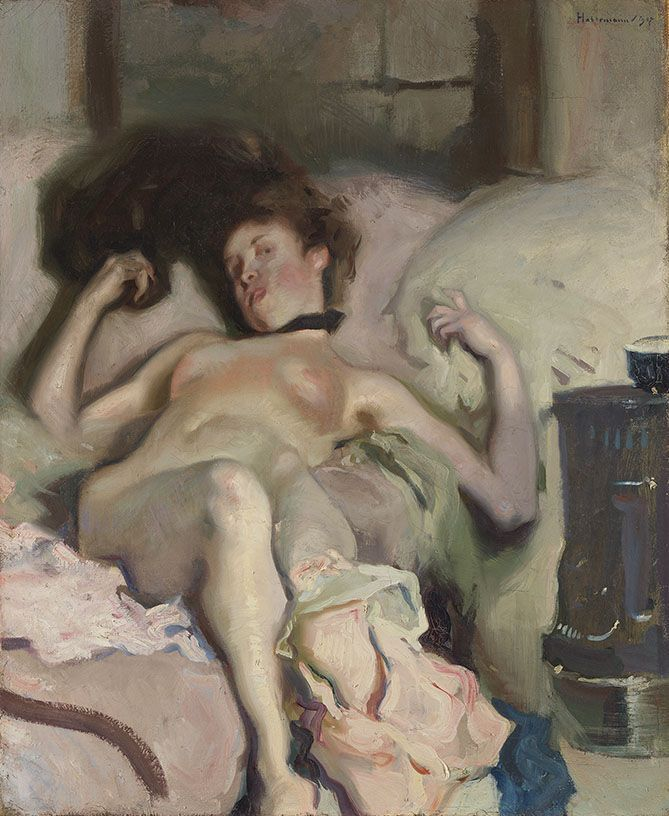
Hugo von Habermann - Liegender Modellakt
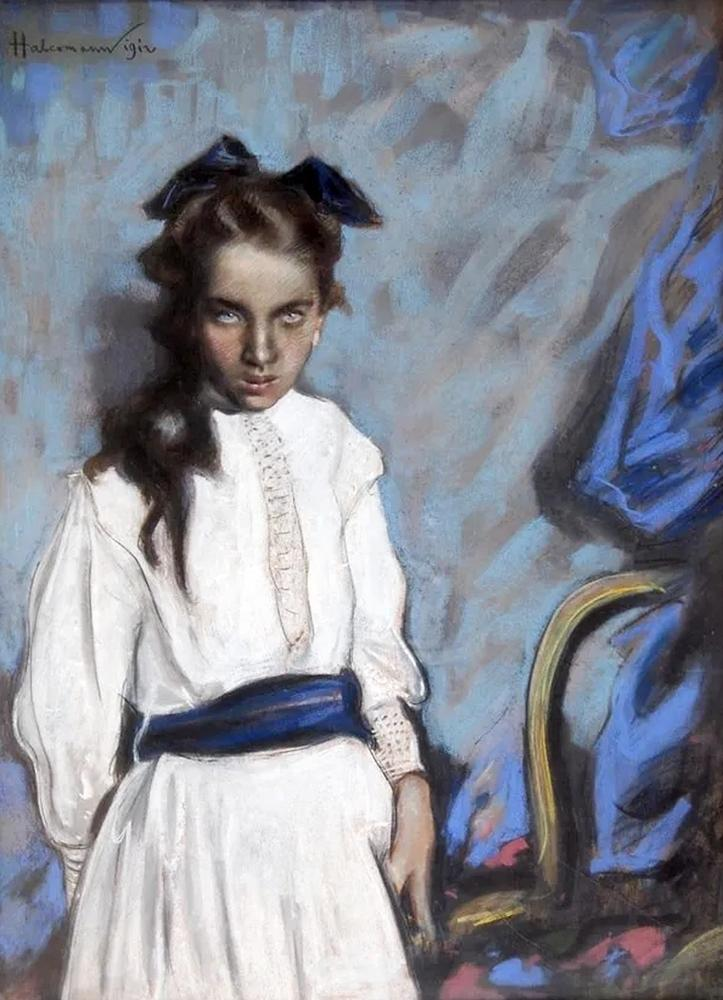
Habermann - Girl
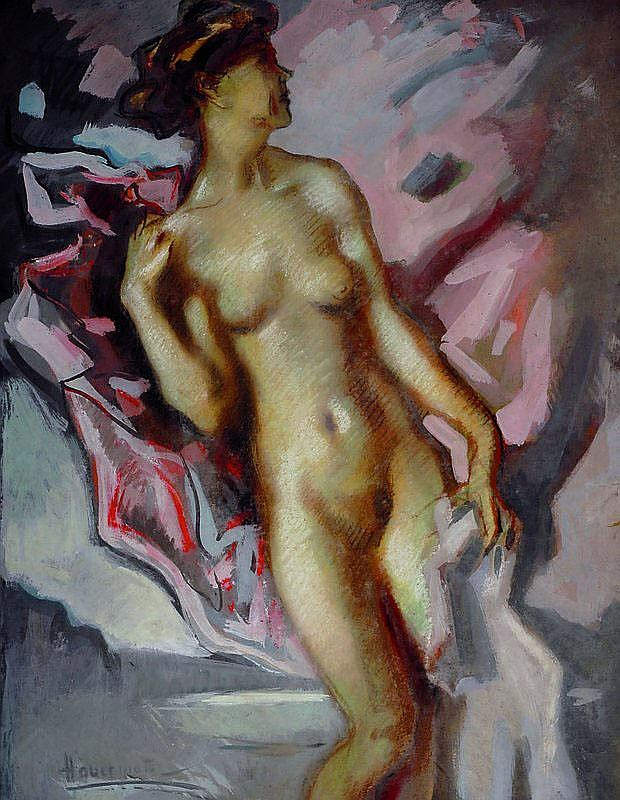
Habermann Frauenakt